# ديب سيلفر
شركة ديب سيلفر (بالإنجليزية: Deep Silver)‏ ، هي شركة ألعاب فيديو ألمانية، أسست سنة 2002م، وأنتجت العديد من الألعاب، ومنها لعبة ديد آيلاند.

## الألعاب
- باك تو ذا فيوتشر: ذا جيم
- سيتي لايف
- ديد آيلاند
- ديد آيلاند 2
- ديد آيلاند: ريبتايد
- هومفرونت: ذا ريفلوشن
- مترو 2033
- مترو: لاست لايت
- رايس: سن أوف روم
- ساينتس رو IV
- كورسد ماونتن

## وصلات خارجية
- الموقع الرسمي
- Deep Silver profile at موبي جيمز